# NGC 2257

NGC 2257 est un amas globulaire situé dans la de la Dorade. Cet amas est situé dans le Grand Nuage de Magellan. L'astronome britannique John Herschel l'a découvert en 1834. 

## Amas globulaire ou amas ouvert

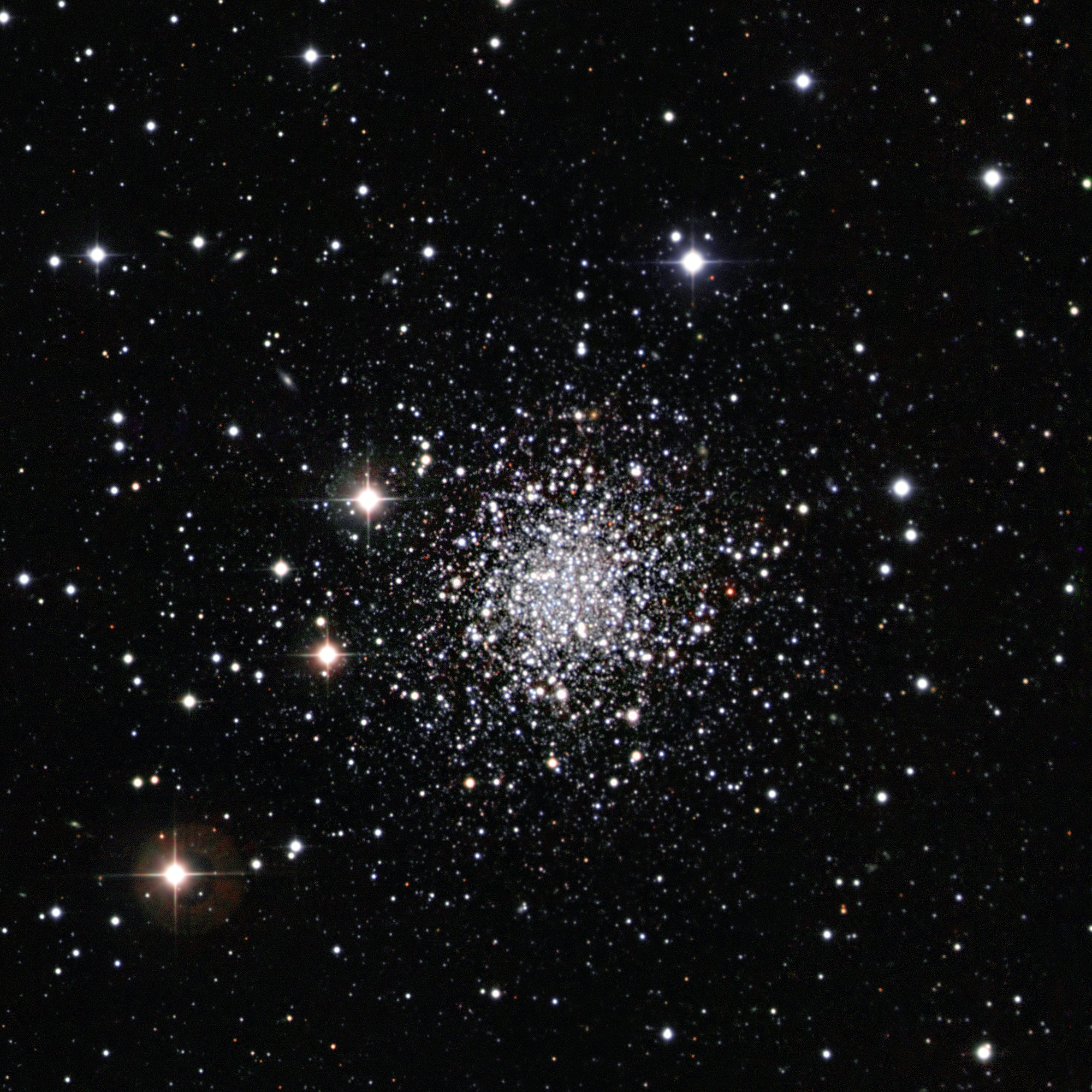
NGC 2257 image capté par l'instrument «Wide Field Imager» du télescope de 2,2 mètres MPG/ESO à l'observatoire de La Silla.

SEDS classe NGC 2257 parmi les amas ouverts, mais il a plutôt l'apparence compact d'un amas globulaire. De plus, ses étoiles sont très âgées. On estime d'ailleurs l'âge de NGC 2257 à 10 milliards d'années ou selon cette autre étude à 13 milliards d'années. Une autre indication de son âge avancé est la présence de plusieurs vieilles étoiles géantes rouges.